# ハネムーンサラダ
ハネムーンサラダ
- レタスだけを使ったサラダ。 ⇒ レタス#逸話参照
- 二宮ひかる作の漫画作品。本項で記述。

『ハネムーンサラダ』は、二宮ひかるによる日本の漫画。『ヤングアニマル』（白泉社）にて、1999年No.20から2002年No.1まで連載。コミック最後のおまけ漫画は三人の近未来であり、作者曰くゲームのマルチエンディングの気分で描いたとのこと。同作者の『ベイビーリーフ』は登場人物の言及こそしていないが、中学生時代と同じ展開、同じ内容なので前日譚と言える。

## あらすじ
主人公夏川実は中学時代に付き合い初体験をした斎藤遥子が突然家に来て、家に泊めることになる。また、斎藤一花と駅で出会い、彼女を恋人からのDVから助けて、関係を結ぶ。3人は一緒に住むこととなり、奇妙な三角関係が始まる。
実は最初は生活に戸惑うものの、徐々に2人に好意を持つようになり、仕事を2人に頼むなど生活を楽しむ。だが、実と一花の仲が進み、小説家としての仕事も増えてきた遥子は同居生活をやめる。小説家デビューを果たすが、遥子の小説は出版社が売り出した物で実力ではなく、その内サボるようになった。そこで再び同居生活が始める。
実は一花にプロポーズするが、遥子の真意を知り遥子を抱く。その後一花と結婚式を挙げることになるが、一花が失踪して代わりに遥子と結婚式を挙げる。その後2人は一花を探して、3人でピクニックをする。

## 登場人物
夏川実（なつかわみのり）
最近転職したプログラマー。中学生時代に保健室でサボっていた遥子と出会い、交際し、性行為に及ぶ。その後、実のふとした言葉から2人の関係は自然消滅してしまう。
社会人となった実の家に、遥子が押しかけて来る。一度は断るが他に行くところがなく、風邪も引いているのでしょうがなく家に置くことに決める。また、駅で一花と出会い、彼女を知るうちに恋人の暴力から救うために一花と関係を結ぶ。3人は同居することになり、奇妙な三角関係が始まる。
仕事を2人に頼むなど同居生活を満喫する。そして遥子は縁が切れないから結婚しない、一花は縁が切れるから結婚するとして結婚式を挙げる。最終的に2人が好きであると告白する。
夏川のエピローグでは会社を退職し、新婚旅行で行った海外の島で漁師をして、同僚に遥子と一花を二人共妻だ、と紹介する。
斎藤遥子（さいようようこ）
実の中学生時代の恋人。女子特有の集団行動について行けず浮いていた。そんな時に実と仲良くなり、初体験を迎える。しかし、実の言葉から距離を置き、同じ高校に入学しても他人のふりをした。
元OLで何度も海外旅行に行っている。実の元に来たのは他に行くところがなかったためである。一度は断られるが他に行くところがなく、風邪も引いてしまった。
母が他界して、仕事を辞めて小説家目指して、仕事が増えてデビューをする。実と一花が寝る事は実は内心良くないと思っている。
斎藤一花（さいとういちか）
駅の階段で実のスーツを破ったことで知り合ったヒロイン。
前の恋人から暴力を振るわれており、実と縁ができて別れることができた。実とは恋人状態となり、3人で同居してからも肌を重ねる。3人の関係を大切している。
終盤で実と結婚する事を決めるが、結婚式当日にマリッジブルーを起こし、式典から逃げ出してしまう。しかし、エピローグでは実や揺子らと以前と変わらない仲でいる。
杜山（もりやま）
実の会社の社長。実を気に入っており、新プロジェクトの責任者に指名した。実は子供がいるが、結婚や離婚はしていない。遥子と連絡を取っていた。

## 書誌情報
- 二宮ひかり『ハネムーンサラダ』白泉社〈ジェッツコミックス〉、全5巻
  1. 2000年3月発売 ISBN 4-592-13418-4
  2. 2000年8月発売 ISBN 4-592-13419-2
  3. 2001年2月発売 ISBN 4-592-13420-6
  4. 2001年9月発売 ISBN 4-592-13421-4
  5. 2002年3月29日発売 ISBN 4-592-13422-2

- 電子書籍版
  1. 2014年8月27日[2]、ISBN 978-4-592-13418-3
  2. 2015年1月27日[3]、ISBN 978-4-592-13419-0
  3. 2015年6月27日[4]、ISBN 978-4-592-13420-6
  4. 2015年12月19日[5]、ISBN 978-4-592-13421-3
  5. 2016年6月27日[6]、ISBN 978-4-592-13422-0